# 徳島市八万中学校
徳島市八万中学校（とくしまし はちまんちゅうがっこう）は、徳島県徳島市城南町三丁目にある公立中学校。
通称「八中(はっちゅう)」。

## 概要
八万中学校は徳島市のシンボルである眉山の南禄、園瀬川に沿った住宅地の中心地にある。
校区は徳島市の行政地区で人口、世帯数ともに第一位の八万地区のほか、共通学区として大谷町、山城町、八万町寺山地区などを含む人口約28000人を有する住宅地にある。
2008年の時点で20学級、716人が在籍する市内でも有数の大規模校である。

## 沿革
- 1947年 - 八万中学校を創立。八万小学校内に設置開校。
- 1948年 - 徳島市城南青年学校の校地校舎を譲り受け現地に移転。
- 1991年 - PTA文部大臣表彰を受ける。
- 1993年 - 体育館が完成。
- 1994年 - 総合落成記念誌「八中」刊行。

## 関連学校
- 徳島市八万小学校
- 徳島市八万南小学校

## 通学区域が隣接している学校
- 徳島市富田中学校
- 徳島市津田中学校
- 徳島市南部中学校
- 徳島市上八万中学校
- 徳島市加茂名中学校
- 徳島市城西中学校